# János Povázson
János Povázson es un deportista húngaro que compitió en tiro con arco, en la modalidad de arco compuesto.
Ganó dos medallas en el Campeonato Mundial de Tiro con Arco al Aire Libre, oro en 1997 y plata en 1999, y dos medallas de plata en el Campeonato Europeo de Tiro con Arco al Aire Libre, en los años 1996 y 2000.

## Palmarés internacional
| Campeonato Mundial al Aire Libre | Campeonato Mundial al Aire Libre | Campeonato Mundial al Aire Libre | Campeonato Mundial al Aire Libre |
| Año                              | Lugar                            | Medalla                          | Prueba                           |
| -------------------------------- | -------------------------------- | -------------------------------- | -------------------------------- |
| 1997                             | Victoria (Canadá)                | Medalla de oro                   | Equipo                           |
| 1999                             | Riom (Francia)                   | Medalla de plata                 | Equipo                           |
| Campeonato Europeo al Aire Libre |                                  |                                  |                                  |
| Año                              | Lugar                            | Medalla                          | Prueba                           |
| 1996                             | Kranjska Gora (Eslovenia)        | Medalla de plata                 | Equipo                           |
| 2000                             | Antalya (Turquía)                | Medalla de plata                 | Equipo                           |